# Krupa (Zrmanja)
A Krupa egy patak Horvátországban, Dalmácia területén, a Zrmanja jobb oldali mellékvize.

## Leírása
A Krupa az azonos nevű falu határában két karsztforrásból ered a Velebit-hegység lejtőin, az 1058 méteres Sedlától nyugatra. Ezután nyugatra folyik tovább, átfolyik a sziklák között, majd egyik részen nyugati irányban 50 méteres szurdokon folyik át. A szurdok előtt az Orovača nevű mellékfolyó folyik bele. A folyó teljes folyásának körülbelül a felénél, a Krnjez nevű mellékfolyó vizét veszi fel. A folyón 19 vízesés található, amelyek többsége magasságuk, alakjuk és mélyedésük miatt a legszebb horvát vízesések közé tartoznak. A leghíresebb a deveteraci vízesés, amelyet kilenc travertingátjáról neveztek el, amelyek egy 13 méter magas vízesésben végződnek.
A helyi lakosság már a forrás közelében használta a Krupát malmok működtetéséhez és a kertek öntözéséhez. Az egyik leghíresebb malom az ún. Uroš-malom, amely bár már 1913-ban építették még mindig üzemben van. A malomtól lefelé egy újabb szurdok található. Ezt követi a Panin buk nevű vízesés, amely után a Veliča luka területén lévő kanyon enyhén, de csak röviden ereszkedik le. A Punta-hegynél, amely a folyó útját állja és arra kényszeríti, hogy félkört írjon le, a szurdok ismét irigylésre méltó magasságot ér el, amikor a Baba grad lábánál lévő sziklával a folyót egy keskeny szurdokba szorítja, amelyben három vízesés követi egymást. Közülük az utolsó kettő a 12 méteres Babin slap és 8 méter magas Dragicevica buk. A Dragičević buk alatt a Krupa festői, hosszúkás travertingátakat képez, két kisebb vízeséssel jutva át rajtuk. Végül 2 km-rel Dramotići falucska felett ömlik a Zrmanjába. Hosszúsága 11,5 km, vízgyűjtő területe 103 km².

## Fordítás
Ez a szócikk részben vagy egészben  a   Krupa (rijeka) című horvát Wikipédia-szócikk ezen változatának fordításán alapul.  Az eredeti cikk szerkesztőit annak laptörténete sorolja fel. Ez a jelzés csupán a megfogalmazás eredetét és a szerzői jogokat jelzi, nem szolgál a cikkben szereplő információk forrásmegjelöléseként.